# Вулиця Ахієзерів
Вулиця Ахієзерів— одна з вулиць міста Харкова, розташована в Салтівському районі на Салтівці.

## Опис
Розпочинається на перехресті з вулицею Салтівським шосе, перетинається зі Шкільною вулицею, Самсонівською вулицею, провулком Академіка Померанчука, Брестським провулком, вулицею Леоніда Бикова, Математичним провулком, Рубежанським провулком, Автострадним провулком та завершується на перехресті з проспектом Льва Ландау.
Неширока вулиця з активним автомобільним рухом. Вулицю забудовано переважно одно- та двоповерховими будинками.
У першій половині XX сторіччя мала назву вулиця Чернявського. Потім мала назву вулиця Халтуріна на честь російського революціонера. Ім'я братів Ахієзерів носить із 2019 року.
На вулиці була розміщена анотаційна дошка з інформацією, що вона названа на честь Степана Халтуріна, пізніше її прибрали в межах кампанії з декомунізації.
17 серпня 2022 року в житловий будинок на вулиці Ахієзерів влучила російська ракета, вбивши 19 людей